# Gymnomus caesius
Gymnomus caesius är en tvåvingeart som först beskrevs av Johann Wilhelm Meigen 1830.  Gymnomus caesius ingår i släktet Gymnomus, och familjen myllflugor. Arten är reproducerande i Sverige.